# 日本地震预测协调委员会

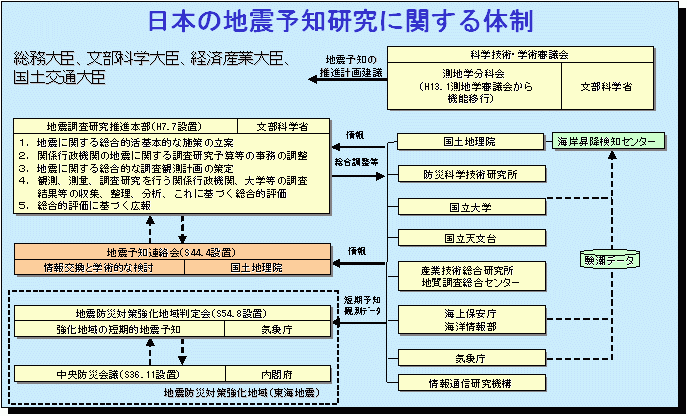
日本的地震预测与地震研究体系

日本地震预测协调委员会（日语：地震予知連絡会/じしんよちれんらくかい）是日本交换关于地震和地壳变动的信息，作为进行关于地震预知的专门研究和研究的组织，于1969年通过土地测量学审议会的建议而成立的。 由国土地理院委托的学者和有关行政机关的30名职员构成。 这个组织的前身是是在松代群发地震时设置的“北信地区地壳活动信息联络会”。
每年举行4次定期会议，必要时随时举办联络会。定例会公开进行，事前登记的话在别室可以旁听。

## 历史
第一次委员会研究人员于1962年出版了 《地震预测的当前状态和行动计划》 ，是委员会成立后推出的第一个计划预测。 在1964年, 1965年和1968年继续进行对未来地震活动的预测。
由于地震预测协调委员会未能预知2011年3月11日发生的东北地区太平洋海域地震，2012年11月，根据地震地震预测很困难的观点就关于组织的角色和名称进行了讨论。在2014年2月17日的会议上，“比起改变名称，联系会的研究内容“应该在充实的方面花费能量”、“表示现在的地震学的实力，进行今后的地震观测活动”的姿态，决定不进行现行的“地震预测协调委员会”的名称变更。

## 背景
- 1947年：前身地震预知研究联络委员会持续活动之到1949年。
- 1960年5月：在地震学会春期大会上，提出了“地震预知计划研究小组”的设置。
- 1962年1月：制定“地震预知－现状和其推进计划”。[7]
- 1964年：土地测量学审议会大会上，“关于地震预知研究计划的实现”的建议方案得到了批准。
- 1965年～：松代群发地震。
- 1968年5月：十胜近海地震。
- 1968年5月24日：内阁会议为了推进地震预知加强相关设施等的整备以及地球物理学的观测和调查业务。
- 1968年7月16日：根据关于土地测量学审议会的第二次地震预知计划的建议，决定设置地震预测协调委员会。
- 1969年4月：在国土地理院设立事务所、地震预测协调委员会成立。
- 1969年4月24日：第1届会议将在日比谷公园的松本楼举行，由萩原尊美大学名誉教授当选为会长。
- 1969年5月9日：第2届本会议、讨论了全国具体观测数据的报告。
- 1969年11月28日：第5届本会议中，报告了“北海道附近的巨大地震的震源区域和空白区域”、“北海道东部和北部的水平失真”等报告，从研究结果得出北海道附近发生大规模地震的可能性很高，于1973年4月26日的众议院科学技术在振兴对策特别委员会上进行了说明。约2个月后，发生了根室半岛冲地震。
- 1975年11月20日：第31回本会议，决定设置4个作业部会。
- 1977年4月：地震预知推进本部决定了“关于东海地区的地震预知体制的整备”。
- 1977年4月18日：作为地震预知联络会的内部组织“东海地区判定会”成立（后身为地震防灾对策强化地区判定会）。

## 地理区域的观察
基于地质证据，在1970年日本地震预测协调委员会为了未来的重点工作以及预测在不久将发生的东海地震指定了部分区域加强了观察。 在1974年加强了东海地方的观察。
1978年，由于当时的日本边界线发生变化，日本地震预测协调委员会更改为八个地域和两个地区加强观察。

### 地区强化观测
- 南关东[10]
- 东海地方

## 参与组织
国立大学法人等
- 北海道大学大学院理学研究科附属 地震火山研究观测中心
- 日本东北大学大学院理学研究科 地震・喷火预测研究观测中心
- 东京大学大学院理学系研究科
- 东京大学地震研究所
- 东京技术大学大学院理工学研究科、火山流体研究中心
- 横浜市立大学大学院综合理学研究科
- 名古屋大学大学院环境学研究科 地震火山・防灾研究中心
- 京都大学大学院理学研究科
- 京都大学防灾研究所
- 鸟取大学工学部土木工学科地圈环境工学研究室
- 九州大学大学院理学研究院附属 地震火山观测研究中心（岛原观测所）
- 鹿儿岛大学大学院理工学研究科附属 南西岛弧地震火山观测所
- 統計数理研究所

国立机构・独立行政法人
- 防灾科学技术研究所
- 国立研究开发法人海洋研究开发机构
- 日本国家先进工业科学和技术地质研究所
- 日本海岸自卫队水文和海洋学部门
- 气象厅
- 国土地理院

其他
- 地震预测综合研究振兴会东浓地震科学研究所
- 神奈川县温泉地学研究所

## 参看
- 茂木 清夫
- 日本地震活动
- 核电在日地震活动